# Prudhoe Castle (parish)
Prudhoe Castle var en civil parish 1866–1974 när det uppgick i Prudhoe, i grevskapet Northumberland i England. Civil parish var belägen 25 km från Morpeth och hade 1 005 invånare år 1951.